# Kronprinzenpalais (Athen)

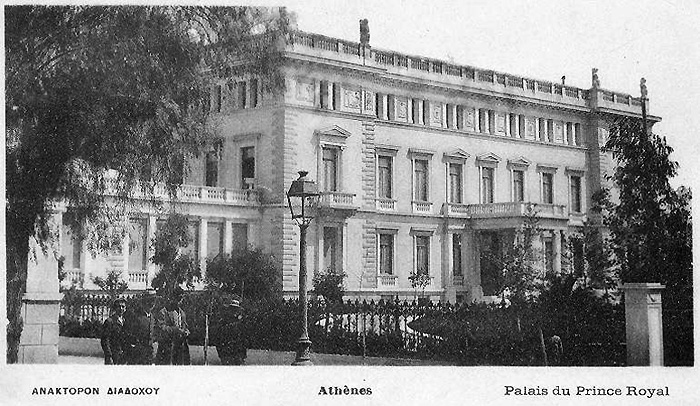
Das Kronprinzenpalais auf einer Postkarte von 1909

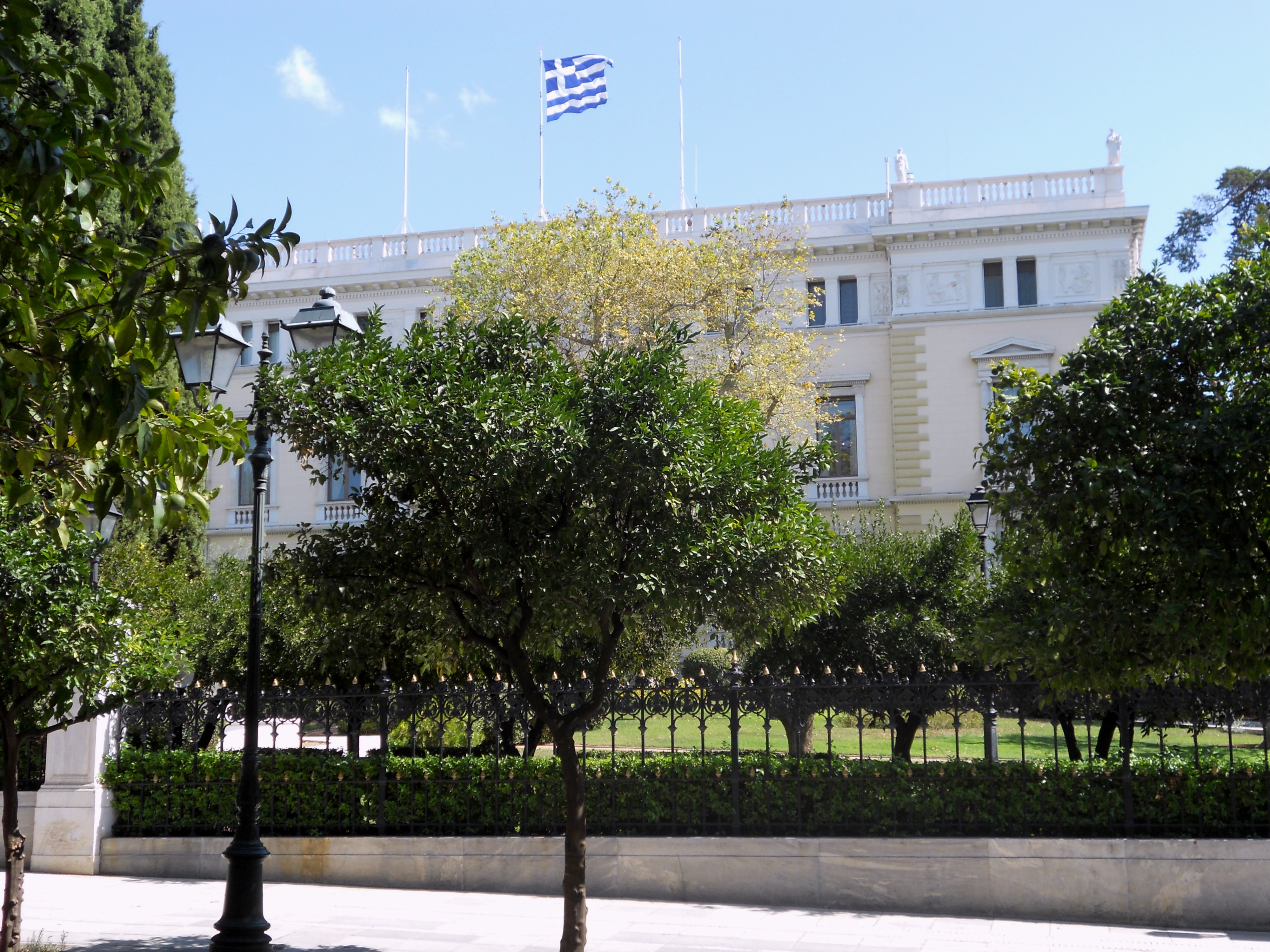
Das Präsidenten-Palais heute

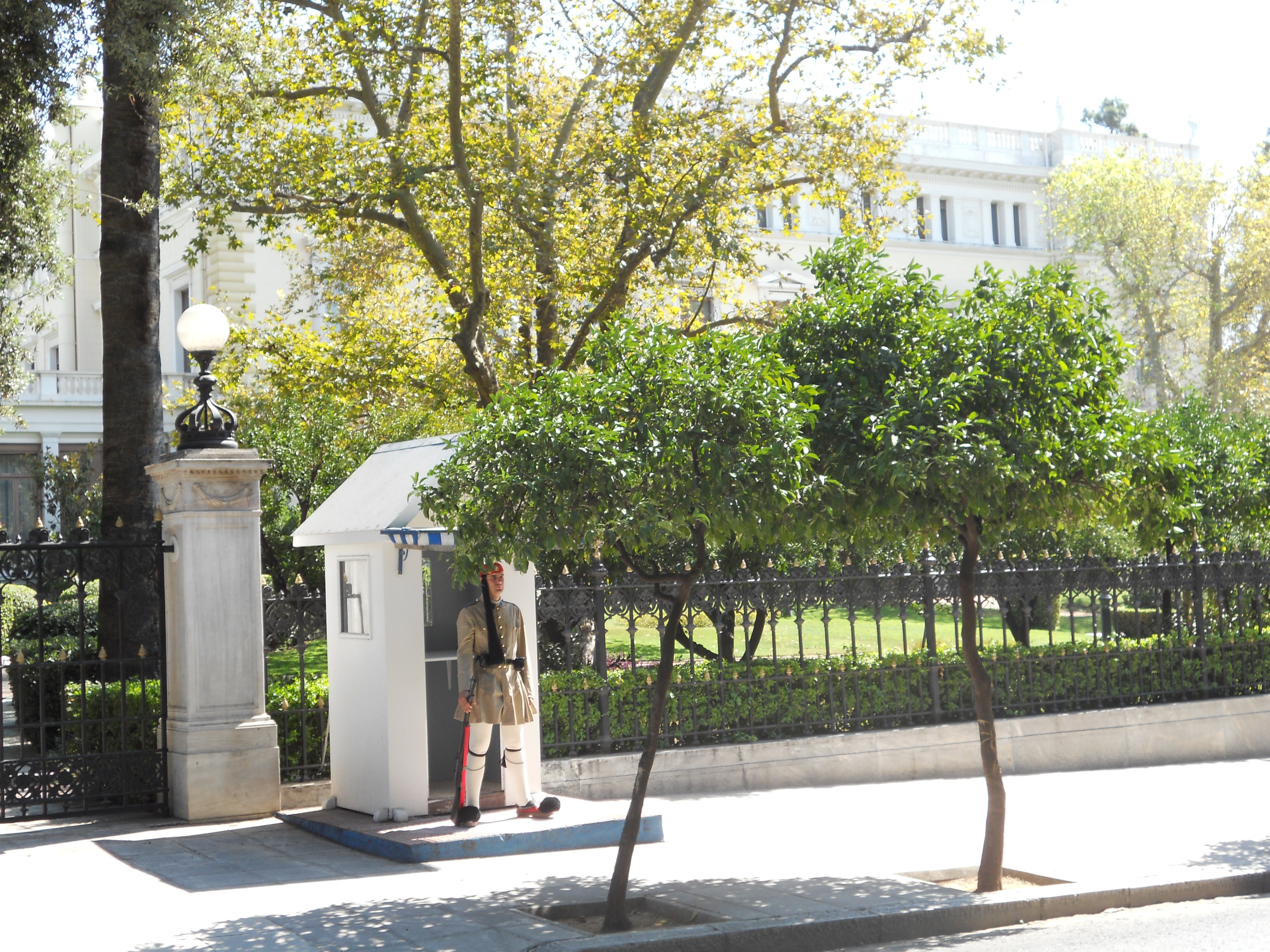
Evzonen-Wachtposten vor dem Gebäude

Das Athener Kronprinzenpalais ist der Amtssitz des Präsidenten der Hellenischen Republik und dient seit über 100 Jahren als Residenz der Staatsoberhäupter Griechenlands. Es wird auch Neues Palais bzw. Neues Schloss (Νέα Ανάκτορα Néa Anáktora) oder Präsidentenpalais (Προεδρικό Μέγαρο Proedrikó Mégaro) genannt.

## Geschichte
Als im Jahre 1868 der Sohn von König Georg I., der spätere Konstantin I., geboren wurde, wurde entschieden, dass der Staat ein eigenes Schloss errichten würde, um dem Kronprinzen eine angemessene Residenz bereitzustellen, sobald er erwachsen sein würde. Einundzwanzig Jahre später, als Konstantin die Prinzessin Sophie von Preußen heiratete, übertrug der Staat die Planungen für dieses „Kronprinzenpalais“ auf Ernst Ziller. Der Bau begann 1891 und dauerte bis 1897 an.
Am Heiligen Abend 1909 zerstörte ein Feuer einen großen Teil des alten königlichen Palastes (später Παλαιά Ανάκτορα Paleá Anáktora, „Alter Palast“, genannt, heute Sitz des griechischen Parlaments). Fortan wurde das Kronprinzenpalais übergangsweise als Residenz der königlichen Familie genutzt. Nach der Ermordung Georgs I. im Jahre 1913 und der Thronbesteigung Konstantins wurde der Palast endgültig zur königlichen Residenz.
Seit Ausrufung der ersten Republik 1924 wurde das Gebäude bis 1935 als Amtssitz des Präsidenten genutzt. Nach Rückkehr der Monarchie zog 1935 Georg II. in das Gebäude ein, dessen offizielle Bezeichnung nun „Neues Palais“ (Νέα Ανάκτορα Néa Anáktora) statt zuvor Kronprinzenpalais lautete. Die Nutzung als Stadtpalais war allerdings beschränkt, da die meisten Mitglieder der königlichen Familie das ländliche Schloss in Tatoi als ständigen Wohnsitz bevorzugten. Im ersten Stock des Gebäudes bezog die spätere spanische Königin Sophia von Griechenland eine Wohnung.
Nach 1974 wurde das Gebäude erneut Residenz der Präsidenten der Hellenischen Republik. Die Nutzung durch das Staatsoberhaupt beschränkt sich vornehmlich auf das Erdgeschoss als Büro und Empfang, da bisher alle Präsidenten es bevorzugt haben, von dem Wohnrecht keinen Gebrauch zu machen und stattdessen weiterhin ihre private Wohnung zu nutzen.

## Lage

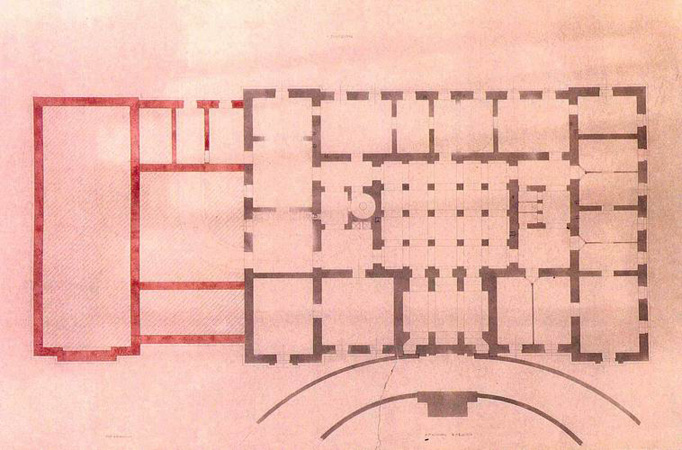
Der ursprüngliche Grundriss

Das Grundstück, auf dem das Palais erbaut wurde, gehörte bis zum Ende des 19. Jahrhunderts nicht zum Stadtgebiet Athens, anschließend markierte es die östliche Grenze der Stadt. Die einzigen Gebäude, die zu dieser Zeit in Karten zu erkennen sind, sind das Landhaus der Herzogin von Piacenza, heute das Byzantinische und Christliche Museum, und das Petraki-Kloster (Μονή Ταξιαρχών Πετράκη Moní Taxiarchṓn Petráki). 1854 wurde in diesem Gebiet auch ein Waisenhaus für Mädchen erbaut. Entlang der Leoforos Kifissias (beziehungsweise Leoforos Vasilissis Sofias) hielt der Staat Land für den Bau von Dienstgebäuden frei. Das änderte sich in den 1870er Jahren. Der Staat erlaubte nun den Verkauf von Land an Privatpersonen, wovon viele wohlhabende Familien Gebrauch machten.
Der Präsidentenpalast liegt nahe am heutigen Zentrum der Stadt, in nächster Nähe zum Nationalgarten und dem Parlamentsgebäude. Darüber hinaus ist er durch die Odos Irodou Attikou, eine der schönsten Straßen Athens, mit dem politischen und sozialen Leben verbunden, da in derselben Straße die Villa Maximos steht, der Amtssitz des griechischen Ministerpräsidenten. Der Palast nimmt zusammen mit dem Garten 2,7 ha ein, der offizielle Eingang liegt in der Odos Irodou Attikou.

## Planung und Gestaltung

### Erster Entwurf und Konstruktion

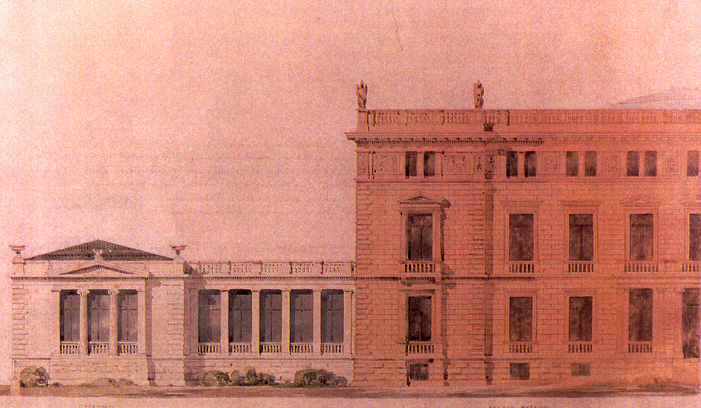
Ernst Zillers Plan zur Erweiterung um den Ballsaal

Die Planung für den Palast wurde Ernst Ziller übergeben, der als Hofarchitekt Georgs I. über 700 Gebäude überall in Griechenland entworfen hat. Georg I. machte die Vorgabe, dass das Gebäude nicht zu protzig werden und nicht dem Vorbild anderer europäischer Paläste folgen sollte. Dementsprechend entwarf Ziller einen symmetrisches, dreigeschossiges Gebäude im neoklassizistische Stil.

### Bauliche Erweiterungen
Da es sich um den Kronprinzenpalast handelte und größere Veranstaltungen weiterhin im Königlichen Schloss stattfinden sollten, waren keine großen Festsäle geplant. Daher hatte der Palast als größten Empfangsraum den Salon im zweiten Stock. Jedoch wurde ein großer Ballsaal notwendig, als der Palast zur königlichen Residenz wurde. Daher wurde Ziller 1909 beauftragt, eine Erweiterung in Gestalt eines Ballsaales zu gestalten, die heute für Staatsempfänge genutzt wird. Eine weitere Vergrößerung wurde nötig, als Prinzessin Sophia sich mit Juan Carlos I. verlobte. König Paul beauftragte den Architekten Alexander Baltatzis einen Anbau zu gestalten, der nun der größte Raum des Palastes ist und als „Empfangssaal“ bezeichnet wird. Seit 1970 veranstaltet dort der Präsident am 24. Juli jeden Jahres einen Empfang zur Feier der Wiederherstellung der Republik.

### Der Garten
Der Garten des Palastes bedeckt eine Fläche von 2,5 ha und ist eine der grünen Lungen Athens. Im 19. Jahrhundert war die Fläche aufgrund des fruchtbaren Bodens der Gemüsegarten des Königspalastes. 1897 wurde der Garten als großer Ziergarten angelegt, wie es auch bei anderen großen neoklassizistischen Gebäuden der Zeit Mode war (so der Athener Akademie, Universität und Nationalbibliothek). Die meisten der verwendeten Gewächse sind in Griechenland einheimisch. Der Garten folgt einem ziemlich strengen geometrischen Muster nach französischem Vorbild mit symmetrischen Rasenflächen und saisonal blühenden Stauden. Der Formalismus dieser Anlage wird zur Odos Irodou Attikou hin durch immergrüne Platanen, Linden, Palmen und Zypressen aufgelockert.